# 6207 Bourvil
A 6207 Bourvil (ideiglenes jelöléssel 1988 BV) a Naprendszer kisbolygóövében található aszteroida. Ueda Szeidzsi és Kaneda Hirosi fedezte fel 1988. január 24-én.